# Jung Jae-kwon
Jung Jae-kwon (5 de novembro de 1970) é um ex-futebolista profissional sul-coreano que atuava como meia.

## Carreira
Jung Jae-kwon representou a Seleção Sul-Coreana de Futebol nas Olimpíadas de 1992.